# Neuhurden
Neuhurden ist ein Ortsteil von Steinenbrück in der Stadt Overath im Rheinisch-Bergischen Kreis in Nordrhein-Westfalen, Deutschland.

## Lage und Beschreibung
Der Ortsteil Neuhurden liegt auf einem Höhenrücken zwischen dem Sülztal im Norden und dem Holzbachtal im Süden. Er ist mit den Ortsteilen Busch, Kleinhurden und Großhurden zu einem Siedlungsgebiet zusammengewachsen. Ortschaften in der Nähe sind Immekeppelerteich, Oberbech und Unterbech. Neuhurden ist durch die Buslinien 425 und 440 des RVK an den öffentlichen Nahverkehr angeschlossen.

## Geschichte
Neuhurden ist eine der jüngsten Siedlungen Overaths und entstand um 1964 im Rahmen der Ansiedlung von Siebenbürger Sachsen, die aufgrund von Flucht und Vertreibung im und nach dem Zweiten Weltkrieg aus Nordsiebenbürgen nach Deutschland emigrierten und nach mehreren Zwischenstationen im Bergischen Land eine neue Heimat fanden.